# Batalla de Estercuel
La Batalla de Estercuel tuvo lugar el 6 de julio de 975 entre las fuerzas del Reino de Viguera, al mando del rey Ramiro Garcés, y las del Califato de Córdoba, al mando del caíd de Zaragoza, de la Taifa Tuyibí. La batalla, típica escaramuza de la frontera cristiano – musulmana, supuso una victoria para el califato. Varios importantes magnates navarros murieron y Ramiro resultó herido.

El caíd de Zaragoza había participado en la campaña de Galib ibn Abd al-Rahman en primavera, pero parece que abandonó la expedición antes de la victoria en la batalla de San Esteban de Gormaz en 978. Las fuerzas del Reino de Pamplona, al mando de Sancho II Garcés Abarca, medio hermano de Ramiro, también se enfrentaron en Gormaz, donde fueron derrotados junto a los castellanos al mando de García Fernández. El caíd iba camino de Zaragoza cuando se encontró con un ejército cristiano al mando de Ramiro Garcés. La fuente principal del encuentro son los Al-Muqtabis fi tarij al-Andalus de Ibn Hayyan, cuyo relato de estos años se deriva directamente de los llamados Anales palatinos ("anales palatinos") de Isa ibn Ahmad al-Razi:
. . . al separarse del ejército [de Galib] el martes 22 Shawwall [5/6 de julio], él [al-Tuyibi] se encontró con la columna del infiel Ramiro ibn Sancho, y siguió dicha columna, mandando decir al jefe de la avanzadilla sobre los montes llamados Las Bardenas, al otro lado del río Ebro: "Tened cuidado de una numerosa tropa de caballería que, al amanecer, cruzará en dirección al río". En efecto, poco tiempo pasó antes de que se diera la voz de alarma de que el enemigo había aparecido junto a la villa de Estercuel (a medio día a caballo de la ciudad de Tudela, por el camino real que sube desde Zaragoza) y antes de que algunas fuerzas de caballería cristiana estuvieran esparcidas por toda la comarca, a diestra y siniestra, a modo de incursión, e iban arrebatando cuantos despojos encontraban y llevando cautivos a cinco hombres que andaban pescando por aquellas riberas.
Los cristianos desordenados cruzaron el río Ebro por un vado y pronto habían perdido cuatro hombres y uno capturado. Por el cautivo supo el caíd que el ejército cristiano contaba con unos 500 jinetes que habían marchado desde Sos, castillo principal de Ramiro, pensando que el gobernador de Zaragoza estaba en Gormaz. Sorprendido por la presencia musulmana, Ramiro se dirigió al castillo cristiano de al-Qastil (posiblemente en Murillo el Fruto o Carcastillo), hostigado por los musulmanes durante todo el camino. Según Ibn Hayyan, los musulmanes perseguían a los cristianos hasta el asr, la oración de la tarde. Probablemente esta persecución se desarrolló por las semiáridas montañas de las Bardenas, finalizando en el boscoso valle del río Aragón, en la comarca de Carcastillo, Murillo el Fruto y Santacara. El lugar de Estercuel estaba al sureste de Tudela, hoy integrado en el municipio de Ribaforada.
Aunque Ramiro logró ponerse a salvo, murieron treinta y tres de sus hombres, entre ellos Fortún Mahunis, Fortún López, Jimeno Fortún y los adalides (capitanes) Íñigo Velázquez, Íñigo Galíndez y García ibn Salit. Otros cuarenta y siete fueron capturados y, entre el equipaje de Ramiro, se encontró un cuerno plateado para llamar a la tropa y un estandarte.
El hermano menor de Ramiro, Jimeno, aparece como rehén en la corte de al-Hakam II en Córdoba a finales de 975. Se ha especulado que pudo haber sido canjeado por la libertad de Sancho II, quien pudo haber participado y sido capturado en la batalla de Estercuel.